# Nepero
John Napier, noto in italiano come Giovanni Nepero e in latino come Ioannes Neper (Merchiston Castle, 1550 – Edimburgo, 4 aprile 1617), è stato un matematico, astronomo e fisico scozzese, celebre per l'introduzione del logaritmo naturale, o logaritmo neperiano, dei bastoncini (o ossi) di Nepero e anche per aver sostenuto l'uso delle frazioni decimali e del punto come separatore decimale.

## Biografia
Non era un matematico di professione, bensì un ricco proprietario terriero scozzese di nobile famiglia che riusciva a condurre i suoi poderi con efficace razionalità. Della sua vita non si hanno molte notizie e in particolare non è chiaro dove abbia potuto ricevere una buona educazione umanistica e matematica; si può solo congetturare che abbia frequentato una università europea, forse quella di Parigi.
Nepero stesso ci informa di aver lavorato alla sua proposta concernente i logaritmi per venti anni, fino a pubblicare nel 1614 la Mirifici logarithmorum canonis descriptio (Descrizione della regola meravigliosa dei logaritmi). In questa opera dedica 37 pagine alla descrizione della possibilità di utilizzare funzioni inverse di funzioni esponenziali per semplificare i calcoli che richiedono moltiplicazioni. Altre 90 pagine sono dedicate a tavole numeriche volte a facilitare i calcoli. Egli non individua un'unica funzione logaritmica, sviluppa calcoli in varie basi (in particolare 1/e e 107) e solo dopo averne discusso con Henry Briggs propende per una funzione logaritmica che si annulla quando il suo argomento vale 1. La sua concezione dei logaritmi non è ancora algebrica, ma si basa su un'analogia dinamica.
Sentiva in modo particolare la necessità di costruire un sistema che consentisse l'esecuzione di calcoli con grande velocità. Al riguardo, nel suo libro Rabdologiae, dato alle stampe nel 1617, affermava: «Eseguire calcoli è operazione difficile e lenta e spesso la noia che ne deriva è la causa principale della disaffezione che la maggioranza della gente prova nei confronti della matematica...».
Nepero inventò un dispositivo di calcolo, poi noto come bastoncini di Nepero o anche ossi di Napier, che consente di svolgere le moltiplicazioni in modo piuttosto semplice. Nell'appendice di quest'opera propone l'uso di una sorta di strumento antesignano del regolo calcolatore.
Partecipò attivamente alle dispute teologiche dell'epoca, assumendo una posizione di fervente protestante e aspro oppositore del Papato. Sull'argomento pubblicò il libro Plaine Discovery of the Whole Revelation of St. John. 
Egli si dedicò anche all'astrologia e sostenne che l'Apocalisse si sarebbe verificata nel 1700 o nel 1688.
Fu sepolto nella St Cuthbert's Church, in Edimburgo.
Nepero fu il primo a pubblicare un'opera sui logaritmi, ma idee molto simili erano già state sviluppate dal matematico svizzero Joos Bürgi, che però pubblicò i suoi scritti 6 anni dopo. L'opera di Nepero ebbe grande influenza e in particolare sollecitò l'attività di Henry Briggs; questi incontrò Nepero due volte, nel 1615 e nel 1616, poco prima della sua morte, e successivamente compilò tavole estese di logaritmi nella base 10 e svolse una efficace opera di diffusione sulla pratica dei logaritmi.
La diffusione del calcolo mediante logaritmi costituisce un fatto di grande importanza storica. Mediante i logaritmi Keplero riuscì a elaborare i dati astronomici fino alle considerazioni che gli consentirono di formulare le sue leggi, con le conseguenze sullo sviluppo dell'astronomia e della fisica che vedono in particolare le acquisizioni di Newton. Come Nepero aveva previsto, i calcoli mediante i logaritmi hanno consentito di ridurre vistosamente i tempi dei calcoli, fino a far dire a Laplace che Nepero aveva "raddoppiato la vita degli astronomi". I calcoli mediante i logaritmi hanno contribuito allo sviluppo di una mentalità quantitativa anche nelle attività tecnologiche e finanziarie e hanno avuto un'influenza molto rilevante sullo sviluppo dei commerci e delle attività imprenditoriali e sulla nascita del mondo industriale a partire dalla seconda parte del XVII secolo.

## Opere
- Mirifici Logarithmorum Canonis Descriptio, 1614

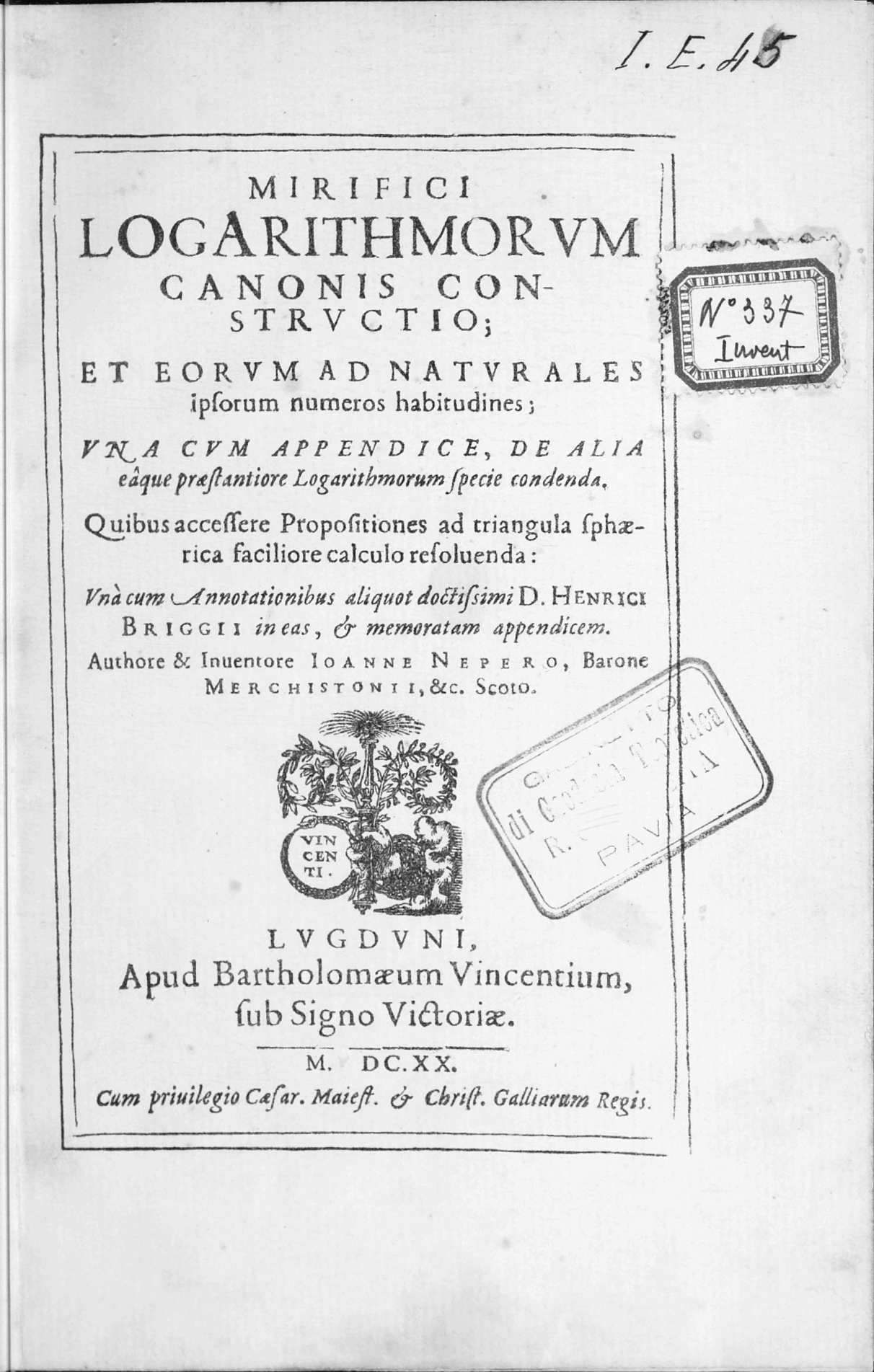
Mirifici logarithmorum canonis constructio, 1825

- (FR) Mirifici logarithmorum canonis constructio, Paris, Librairie scientifique Hermann et C.ie, 1825.

## Eredità culturale
La costante matematica e in Italia è anche comunemente chiamata come numero di Nepero, in suo onore.
Un'unità di misura dell'attenuazione nelle telecomunicazioni, il neper, è stata rinominata in suo onore.
Il luogo di nascita di Nepero, a Edimburgo, è ora inglobato nella Napier University.